# Двадесет и първа македонска ударна бригада
Двадесет и първа македонска ударна бригада е комунистическа партизанска единица във Вардарска Македония, участвала във въоръжената комунистическа съпротива във Вардарска Македония по време на Втората световна война.
Създадена е на 19 октомври 1944 година в местността Широк дол, Беровско. Състои се от 700 души, един батальон от четвърта македонска ударна бригада, части от народосвободителна бригада Гоце Делчев и новодошли бойци. Между 5 и 11 октомври 1944 година престоява в Струмица, а след това получава заповед да обезопаси граничната бразда към Гърция. Един батальон от Бригадата се отделя и от 15 ноември до началото на декември 1944 се дислоцира край село Моин. По това време бригадата достига 1524 души и главната и част влиза в състава на петдесета македонска дивизия на НОВЮ, а един батальон се включва към осма македонска дивизия на КНОЮ.

## Състав[2]
- Боро Поцков – командир
- Орце Иванов – заместник-командир
- Йован Тодоровски – политически комисар
- Лакич Булатович – политически комисар
- Тимо Иванов – заместник-политически комисар
- Димитър Димов – началник-щаб